# 叙尔
叙尔，是匈牙利巴兰尼亚州所辖的一个村。总面积7.83平方公里，总人口272，人口密度34.7人/平方公里（2011年1月1日）。